# سیارک ۴۹۷۵
سیارک ۴۹۷۵ (به انگلیسی: 4975 Dohmoto، نامگذاری:1990SZ1) چهار هزار و نهصد و هفتاد و پنجمین سیارک کشف شده‌است که در ۱۶ سپتامبر ۱۹۹۰ کشف شد.
قدر مطلق سیارک برابر ۱۱٫۸۰ است.